# In the Night (The Weeknd)
In the Night è un singolo del cantante canadese The Weeknd, pubblicato il 17 novembre del 2015 ed estratto dal suo secondo album in studio Beauty Behind the Madness.

## Classifiche
| Classifica (2015-16) | Posizione massima |
| -------------------- | ----------------- |
| Australia            | 13                |
| Belgio (Fiandre)     | 23                |
| Belgio (Vallonia)    | 40                |
| Canada               | 12                |
| Danimarca            | 30                |
| Italia               | 39                |
| Libano               | 15                |
| Nuova Zelanda        | 22                |
| Regno Unito          | 65                |
| Stati Uniti          | 12                |
| Stati Uniti (R&B)    | 5                 |